# Route nationale 12 (Burkina Faso)
Pour les articles homonymes, voir Route nationale 12.
La route nationale 12 (N 12) est une route du Burkina Faso reliant les régions de la Boucle du Mouhoun et des Hauts-Bassins au nord à la région du Sud-Ouest, dont elle relie les principales localités. Elle va de Pâ au nord, à Bodana au sud (jusqu'à la frontière ivoirienne). Sa longueur est de 240 km.

## Tracé
- Pâ
  - Founzan
  - Dibien
  - Bonzan-Pougouli
  - Oronkua
- Dano
  - Sarba
  - Djikologo
- Route nationale 20
- Diébougou
  - Bapla-Birifor
  - Navielgane
  - Tansié
  - Tiankoura
  - Wangara
  - Tioyo
  - Banlo
- Bouroum-Bouroum
  - Lantao
  - Barkpéréna
  - Aérodrome de Gaoua
- Gaoua
  - Périgban
  - Bondomina
- Kampti
  - Latara
  - Dindou
  - Galgouli
  - Bodana
- Frontière entre le Burkina Faso et la Côte d'Ivoire (où elle rejoint l'autoroute A1 à Kodiénou en direction de Doropo).